# 杨玉江
杨玉江（1932年—1958年），中华人民共和国军事人物，山东枣庄人，1948年加入中国人民解放军，参加过第二次國共內戰和抗美援朝战争，曾任空军二七一五部队飞行副大队长。

## 生平
1958年3月13日，杨玉江驾驶歼5战机升空拦截飛至中國大陆领空的台湾飞机，却因天气恶劣坠毁在湖南长沙望城县境内。年仅26岁，留下了一个尚在胎腹中的儿子。
2020年11月，杨玉江的儿子杨德玉把父亲的骨骸迁回了家乡枣庄，安葬在薛城区烈士陵园。